# جبل وياليل

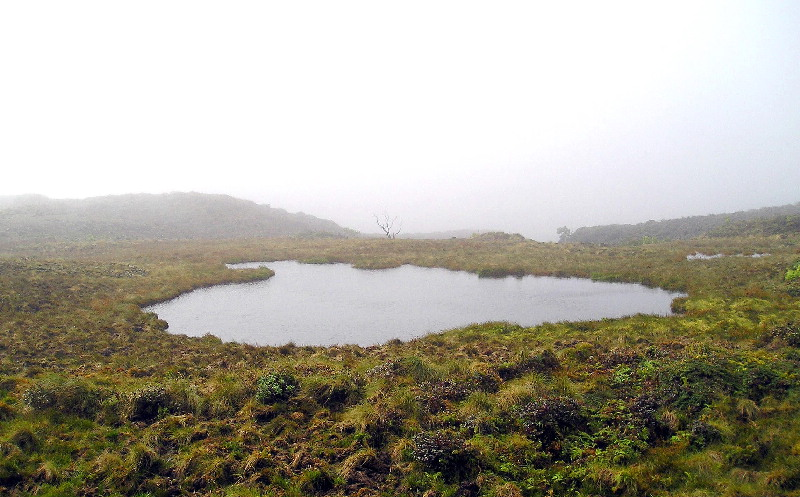
جبل وياليل

جبل وياليل (بالإنجليزية: Waialeale) يقع على ارتفاع (1,569 م)، وهو فوهة بركانية وثاني أعلى نقطة على جزيرة كاواي في جزر هاواي. في المتوسط تسقط عليه الأمطار بمعدل (11,500 ملم) سنويا منذ عام 1912، في حين تم تسجيل (17,300 مم) في عام 1982، كما أن قمته تتلقى أغزر الأمطار على وجه الأرض.

## المناخ
يظهر الجدول التالي التغييرات المناخية على مدار السنة لجبل وياليل:
| البيانات المناخية لـجبل وياليل    | البيانات المناخية لـجبل وياليل | البيانات المناخية لـجبل وياليل | البيانات المناخية لـجبل وياليل | البيانات المناخية لـجبل وياليل | البيانات المناخية لـجبل وياليل | البيانات المناخية لـجبل وياليل | البيانات المناخية لـجبل وياليل | البيانات المناخية لـجبل وياليل | البيانات المناخية لـجبل وياليل | البيانات المناخية لـجبل وياليل | البيانات المناخية لـجبل وياليل | البيانات المناخية لـجبل وياليل | البيانات المناخية لـجبل وياليل |
| الشهر                             | يناير                          | فبراير                         | مارس                           | أبريل                          | مايو                           | يونيو                          | يوليو                          | أغسطس                          | سبتمبر                         | أكتوبر                         | نوفمبر                         | ديسمبر                         | المعدل السنوي                  |
| --------------------------------- | ------------------------------ | ------------------------------ | ------------------------------ | ------------------------------ | ------------------------------ | ------------------------------ | ------------------------------ | ------------------------------ | ------------------------------ | ------------------------------ | ------------------------------ | ------------------------------ | ------------------------------ |
| الدرجة القصوى °ف (°م)             | —                              | 81.2 (27.3)                    | 83.3 (28.5)                    | 79.6 (26.4)                    | 82.2 (27.9)                    | 81.8 (27.7)                    | 82.6 (28.1)                    | 83.1 (28.4)                    | 83.6 (28.7)                    | 83.4 (28.6)                    | 81.9 (27.7)                    | 81.1 (27.3)                    | 83.6 (28.7)                    |
| متوسط درجة الحرارة الكبرى °ف (°م) | 77.9 (25.5)                    | 77.7 (25.4)                    | 77.6 (25.3)                    | 78.2 (25.7)                    | 79.3 (26.3)                    | 80.5 (26.9)                    | 81.1 (27.3)                    | 81.7 (27.6)                    | 81.0 (27.2)                    | 78.9 (26.1)                    | 77.4 (25.2)                    | 79.0 (26.1)                    | 79.2 (26.2)                    |
| المتوسط اليومي °ف (°م)            | 69.8 (21.0)                    | 70.2 (21.2)                    | 70.5 (21.4)                    | 70.8 (21.6)                    | 71.6 (22.0)                    | 72.8 (22.7)                    | 74.0 (23.3)                    | 74.4 (23.6)                    | 74.6 (23.7)                    | 74.2 (23.4)                    | 72.6 (22.6)                    | 70.8 (21.6)                    | 72.2 (22.3)                    |
| متوسط درجة الحرارة الصغرى °ف (°م) | 61.7 (16.5)                    | 62.7 (17.1)                    | 63.4 (17.4)                    | 63.4 (17.4)                    | 63.9 (17.7)                    | 65.1 (18.4)                    | 66.9 (19.4)                    | 67.1 (19.5)                    | 68.2 (20.1)                    | 69.5 (20.8)                    | 67.8 (19.9)                    | 62.6 (17.0)                    | 65.2 (18.4)                    |
| معدل هطول الأمطار إنش (مم)        | 24.78 (629)                    | 24.63 (626)                    | 27.24 (692)                    | 47.24 (1٬200)                  | 28.34 (720)                    | 30.65 (779)                    | 35.87 (911)                    | 32.75 (832)                    | 24.14 (613)                    | 31.76 (807)                    | 36.33 (923)                    | 30.10 (765)                    | 373.83 (9٬495)                 |
| متوسط الأيام الممطرة              | 20                             | 17                             | 20                             | 26                             | 27                             | 27                             | 29                             | 29                             | 27                             | 27                             | 21                             | 21                             | 289                            |
| المصدر #1: NOAA                   |                                |                                |                                |                                |                                |                                |                                |                                |                                |                                |                                |                                |                                |
| المصدر #2: Weatherbase            |                                |                                |                                |                                |                                |                                |                                |                                |                                |                                |                                |                                |                                |

## المرجع
1. ↑  National Water Information System – Waialeale نسخة محفوظة 18 مارس 2016 على موقع واي باك مشين.
2. ↑  
"Mount Waialeale – Climate Summary". الإدارة الوطنية للمحيطات والغلاف الجوي. مؤرشف من الأصل في 2019-12-20. اطلع عليه بتاريخ 2010-08-21.
3. ↑  
"Climate Data for Mount Waialeale, Hawaii". Weatherbase. مؤرشف من الأصل في 2020-03-23. اطلع عليه بتاريخ 2011-11-18.